# Grammelot
Der Grammelot oder Grummelot bezeichnet eine Art der Spielsprache, die im satirischen Zusammenhang in Theaterstücken Verwendung findet. Grammelot zeichnet sich durch fiktive, lautmalerische oder makkaronische Wortfetzen aus. Grammelot wird meistens mit übertriebener Mimik und Gestik vorgetragen oder aber mit Pantomime kontrastiert.
Die Herkunft des Grammelot geht angeblich auf die italienische Commedia dell’arte zurück, wo sie in harlekinesken Passagen Verwendung fand und den exaltierten, nicht in Worten ausdrückbaren Charakter von Personen dieser Komödien betonen sollte.
In neuerer Zeit wurde Grammelot unter anderem von Charlie Chaplin (Adenoid Hynkel in Der große Diktator), vom Träger des Nobelpreises für Literatur Dario Fo (Mistero Buffo) sowie von Gianni Ferrario verwendet. Die italienische Popsängerin Tosca (d. i. Tiziana Donati) hat 2017 in ihr vielsprachiges Programm auch ein Lied in Grammelot eingebunden. Rezeptionen von Grammelot finden sich auch in vielen Comics.